# George Washington Pittrich
George Washington Pittrich (Dresden, 22 de febrer, 1870 - Nuremberg, 17 de març, 1934), fou un compositor i director d'orquestra alemany.

## Biografia
Nascut a Dresden, Pittrich va assistir a la Hochschule für Musik Carl Maria von Weber del 1884 al 1890, el pla d'estudis de la qual incloïa assignatures teòriques i instruments de teclat, corda i vent. A més, als alumnes se'ls va ensenyar oratòria i cant. El currículum també incloïa la formació escènica. El conservatori va ser fundat l'any 1856 com a institució privada d'ensenyament i en el seu 25è aniversari l'any 1881 el rei de Saxònia li va atorgar el títol de "Reial Conservatori". Els seus professors al Conservatori van ser Ferdinand Braunroht (1856–1913) per a harmonia, contrapunt i piano; Felix Draeseke (1835 - 1913) per a la teoria de la forma i la composició superior; Adolf Hagen (1851–1926), per a teoria i pràctica de direcció orquestral, compositiva i de direcció; Emil Robert Höpner, Kreuzorganista (1846–1903) des de 1885 (jubilat el 1902) i professor al Conservatori per a piano des de 1874 i des de l'1 de novembre de 1885 per a orgue, Theodor Kirchner (1823). - 1903) per a la partitura, Emil Naumann (1827–1888) per a la història de la música i Bertrand Roth (1855–1938) per a piano com a tema especial. Pittrich va rebre un premi d'orgue donat per l'Ajuntament de Dresden el 1888 després de sis mesos de classes d'orgue amb Emil Höpner.
Amb motiu del 40è aniversari de l'assumpció del mecenatge del Conservatori de Dresden pel príncep hereu de Saxònia, l'any 1898, en presència de l'ara rei Albert de Saxònia, en l'acte festiu es van interpretar dues cançons compostes per Pittrich, entre altres: Hoffnung i Du allein.
En un concert ofert pel Conservatori a la tardor de 1888, Pittrich va tocar el Preludi i fuga per a orgue en si menor de Bach i la Sonata per a orgue, per a quatre mans, en re menor de Gustav Merkel juntament amb el seu company Paul Claußnitzer de Niederschöna, que també havia assistit a les lliçons d'orgue d'Höpner i també va rebre el certificat de batxillerat com a organista.
El juliol de 1890, Pittrich va participar en un recital de cançons a Schandau. En el gran concert va tocar la Sonata en la bemoll major, op. 110, 1r moviment de Beethoven i un estudi en do menor de Chopin, així com una obra composta per ell mateix, un Nocturn en fa sostingut major.
Després de la seva formació musical, que va completar amb distinció, Pittrich va obtenir una plaça de repetidor a la "Semper Opera de Dresden" el 1890. En els assajos de teatre, va haver d'acompanyar els actors tocant el piano en comptes de l'orquestra. Fora de la seva ocupació a temps complet, el jove pianista va estar temporalment actiu el 1892 com a director o director de la societat coral masculina de Dresden "Liedergruß" a "Meinholds Säle" amb hores de pràctica una vegada a la setmana.
També va ocupar el lloc de professor de música a la Cort Saxona de 1895 a 1898. En aquesta capacitat, George Washington Pittrich va ser temporalment el professor de l'aleshores princesa heredera a la Cort Reial Saxona, l'arxiduquessa Lluïsa d'Àustria-Toscana.

## Col·laboració al Tonkünstler-Verein
Pittrich es va unir a la "Tonkünstler-Verein zu Dresden", fundada el 1854, com a pianista i compositor després de completar els seus estudis a la "Hochschule für Musik Carl Maria von Weber" el 1890, que també tenia membres de fora. Allà va conèixer obres musicals que no s'havien assajat abans, es va educar fent música junts i va presentar les seves pròpies composicions. La Fantasia per a piano i orquestra de corda, composta per ell i en aquell moment només disponible com a manuscrit, va ser interpretada per Pittrich per primera vegada el 1893 en una sessió de pràctiques de l'associació. Les cançons compostes per ell es van interpretar l'any 1898 amb la seva participació al piano. Com a cantant, Ernst Wachter (1872–1931) de la "Semperoper" de Dresden es va posar a disposició del "Tonkünstler-Verein" com a cantant. Com a mestre de capella a Hamburg i Frankfurt, Pittrich és nomenat als informes sobre el "Tonkünstler-Verein" com a membre estranger, després que encara figurava com a repetidor i compositor al directori de membres entre els artistes de Dresden l'any que es refereix. 1897/98.

## Premis
Pittrich va rebre el certificat de maduresa com a pianista, compositor i director per decisió del professorat del Conservatori el 16 de març de 1890, havent rebut ja el certificat com a organista l'any anterior. Com a estudiant de composició de la classe del professor del Conservatori Felix Draeseke, va rebre un premi de la "Fundació Frederick Pudor" el curs 1989/90 per les partitures de la Missa en si menor de Johann Sebastian Bach i la música El somni d'una nit d'estiu de Felix Mendelssohn Bartholdy amb l'obra homònima de William Shakespeare. Va rebre un certificat de premi per una excel·lent actuació com a pianista de la classe de piano de Bertrand Roth.
El 1894, el compositor i repetidor del "Court Theatre" va rebre l'Ordre del Mèrit Reial Saxona, l'Ordre Albert. Va ser l'any en què l'òpera Marga, composta per Pittrich, es va representar a Dresden a principis de febrer i "va aconseguir un èxit total".

## Accident
Pittrich va ser mossegat per una serp verinosa al mar Bàltic prop de Lohmen a Rügen l'agost de 1894. Això va fer que la seva mà i el braç s'inflassin perillosament fins a l'aixella. Va haver de viatjar a Greifswald, on un professor universitari va poder contrarestar l'enverinament de la sang amb remeis efectius, va informar puntualment el diari nord-americà en llengua alemanya "Indiana Tribune" el 23 d'agost sobre el "Correpetitor der Königl. Hofoper Georg Pittrich". "a Dresden. "No hauria calgut gaire perquè el jove artista trobés un final prematur", va escriure l'escriptor i editor de Dresden Roeder sobre l'accident de Pittrich, aleshores membre de la "Königliche musikalische Kapelle" i jove compositor, Philipp Ernst Roeder (1862–1897) també va esmentar a l'esbós biogràfic que va ser la mossegada d'un escurçó a l'illa de Rügen, que l'Hospital Universitari de Greifswald va tractar amb èxit.
Un any abans, Pittrich va ser presentat als lectors de diaris de l'"Indiana Tribune" com un "jove compositor" en relació amb l'anunci de la seva òpera en un acte "Mara" presentada com la "primera producció nova a l'Òpera de la Cort de Dresden". En fer-ho, la notícia de Dresden destacava el repartiment de primer nivell, amb la "Kammersängerin Therese Müller" (1850 - 1930), anomenada Malten.
Al piano, Pittrich va acompanyar cantants de Dresden en actuacions fora de la ciutat, com la cantant d'òpera de la "Royal Saxon Court" Maria Bossenberger (1872–1919) el 29 de març de 1898 quan va interpretar Lieder a Leipzig com a part de la Liszt-Vereinskonzerte.

## Mestre de capella en diversos teatres alemanys
Després de la seva activitat musical com a repetidor al "Dresden Court Theatre", Pittrich esdevingué director en diversos teatres alemanys, com ara Hamburg (des de 1898), Frankfurt (des de 1901) a Dresden al "Central-Theater" (des de 1904). Pittrich va aparèixer per primera vegada al podi del director a Berlín l'any 1911, quan l'opereta Der verbotene Kuss es va representar a l'antiga "Alte Komische Oper Berlin", va informar el periodista berlinès Leo Heller [de] (1876–1941). A la primavera de 1912, el "Central-Teatre" de Dresden va acollir el "benefici de comiat" a favor del "mastre de capella popular de molt de temps", que va anar "com a director al Wintergarten de Berlín".
Durant el seu temps com a primer mestre de capella i compositor al teatre "Wintergarten" de Berlín, Pittrich va viure a l'aleshores en una comunitat rural de Zehlendorf, als afores de la capital.
A partir de 1914, Pittrich va treballar a Nuremberg. Allà, va ser mestre de capella al "Stadttheater" des de 1922. També va treballar com a professor d'estudis de rol al Conservatori de Nuremberg. A Nuremberg, Pittrich es va anomenar George Washington, ja que la llibreta d'adreces oficial de Dresden ja el va registrar pel seu nom.
Amb el seu nom de pila "George Washington", Pittrich es va fer conegut com a compositor als Estats Units així com a Anglaterra. L'"Einwohnerbuch Nürnberg" 1928 identifica a "G. Pittrich" com a mestre de capella i com a director, en particular, en aquell moment era actiu com a "director coral" a l'"Alten Stadttheater" local. L'aniversari de Pittrich va coincidir amb el del primer president nord-americà George Washington el 22 de febrer i així va succeir que el seu pare Carl Gottlob, més tard Gottlieb, Pittrich (1831–1908), que en aquell moment era "emprat pel American Club", li va donar el nom del president com a primer nom.

## Creacions
Pittrich va guanyar el seu primer honor amb l'encàrrec de crear música per a The Maid of Orleans de Schiller. El jove de 21 anys va assajar la seva composició amb l'orquestra de la cort i va dirigir l'orquestra ell mateix quan el drama es va representar per primera vegada a Dresden el 1891. El compositor va dedicar dues de les seves cançons, la "Wiegendlied" i la cançó "Mägdlein, nimm dich in Acht" a la cantant de cambra reial saxona Clementine von Schuch-Proska (1850–1932) que va aparèixer a la tardor de 1891 i es va fer "immediatament popular".
Pittrich va escriure música per a òperes i obres de teatre. Per exemple, sota el nom de Georg Pittrich, va compondre la música pertanyent a l'argument per a l'obra Das Märchen vom Glück, per la qual es podia obtenir el dret d'interpretació i la partitura de l'autora, Adele Osterloh mitjançant la mediació de Verlagsbuchhandlung d'E. Pierson a Dresden i Leipzig. El crític musical i escriptor Friedrich Adolf Geißler (1868–1931) va jutjar Pittrich com un "mestre de capella molt dotat i enèrgic" i es va referir a la seva preparació "musicalment excel·lent" per a la interpretació de l'opereta Der Mann mit den drei Frauen de Franz Lehar al Teatre Central de Dresden.
Prèviament, el crític musical Geißler va donar fe del mestre de capella Pittrich que ha demostrat ser un director d'orquestra finament sensible, segur i animat de la millor manera possible, fent referència a les primeres interpretacions de Die Dollarprinzessin de Leo Fall i l'opereta Der kleine Chevalier d'Heinrich Berté, a Dresden el 1907 pel "Zentraltheater". Entre les composicions reeixides del període Dresden de Pittrich hi havia la música del conte de fades de Nadal Die Mäusekönigin o Wie der Wald in die Stadt kam, per al qual F. A. Geißler va escriure el text. L'obra va veure la seva 25a representació al Teatre Central de Dresden el 4 de gener de 1906. El crític musical Ludwig Hartmann (1836–1910) va elogiar Pittrich com un director amb talent que va treballar la disciplina i la delicadesa amb l'orquestra original de vodevil del Teatre Central de Dresden, i es va referir a la qualitat de la direcció de Leo Fall (1873–1925) opereta The Merry Farmer el 1909.

## Retrat
Un retrat del compositor Georg Pittrich es va publicar al diari oficial del "Deutscher Bühnenverein Bühne und Welt" el 1899/1900... Goby Eberhardt] el caracteritza allà com 
| « | "un jove músic talentós l'òpera del qual Marga va conèixer una gran aclamació a Dresden." | » |

 Com a jove músic, Pittrich - vestit amb frac i camisa blanca amb corbata negra, recolzant la seva mà esquerra en una cómoda i tocant el seu armille amb la mà dreta a la cadena del rellotge de butxaca - va ser retratat. pel fotògraf de la cort reial saxó i prussiana reial Wilhelm Höffert. Un retrat del bust d'aquest motiu es va publicar l'any 1896 als esbossos biogràfics i crítics del Teatre de la Cort de Dresden.
El proveïdor de la cort Höffert va anunciar amb els escuts d'armes de les cases governants saxones i prussianes, així com el del príncep de Gal·les a la foto del gabinet.
Una imatge moderna de Pittrich, fotografiada l'any 1902 pel fotògraf de la cort Arthur Marx a Frankfurt, es troba a la col·lecció de la "Stadt- und Universitäts-Bibliothek" allí des del 2003. En aquella època, Pittrich va treballar com a segon mestre de capella dels teatres municipals units de Frankfurt, especialment a partir de 1901 a l'òpera. El Memorial del Teatre contemporani va imprimir una foto d'ell i va anomenar el mestre de capella pel seu nom i cognoms "Georg Pittrich" mentre que a la llibreta d'adreces de 1902 va ser inscrit amb el nom "Pittrich George W". El retrat del "Theatre Memorial" mostra a Pittrich amb un bigoti amb un vestit fosc, dret davant d'una taula rodona mentre es recolza amb la mà dreta en un llibre. El maig de 1901, quan Pittrich encara treballava a Hamburg com a mestre de capella, va tenir una impressió de l'original de la soprano Bianca Bianchi, en realitat vídua Pollini († 1897), de soltera Berta Schwarz, (1855–1947) en ocasió del seu comiat des de l'escenari amb una dedicatòria manuscrita al dors.

## Llegat
Pittrich va morir a Nuremberg als 64 anys. Ja l'any 1931, va figurar en la seva darrera funció com a "cap de la música dramàtica" i ja no com a "director coral" com encara el 1930[69] a la "Vereinigte Städtische". Teatre Nuremberg-Fürth". El seu pis era a Campestraße 4 al districte de Nuremberg de Sankt Johannis.
El musicòleg de Nuremberg Wilhelm Dupont (1905–1992) va compilar un índex de les obres del compositor Pittrich entre 1890 i 1908.
En un obituari de la "Genossenschaft Deutscher BühnenAngehöriger" per als difunts del mes de març de 1934, l'editor va destacar amb Pittrich que havia fet "molts amics".
Fill gran de George Washington Pittrich i la seva dona Else, de soltera König, l'actor Fritz Pittrich (nascut el 1904), va treballar a l'"Städtische Bühnen Nuremberg" com a director d'escena i actor quan G. Pittrich va deixar de ser director en cap i mestre de capella allà.
Els timbals de concert amb cassoles de coure martellades a mà en mides de tetera segons la tradició Pittrich-Dresdner es remunten a una invenció del seu pare Carl (també Karl) Pittrich, quan era servent de l'orquestra de la cort de Dresden el 1881. Des de 1872, Pittrich va desenvolupar una construcció amb la qual la tensió de la pell del timbal es regula mitjançant passos de pedals i no per una manivela.
L'associació STRASSE DER MUSIK, fundada l'any 2009 a Halle (Saale), va incloure Georg Pittrich a la Llista de Jubileus de Compositors d'Alemanya Central... per a l'any 2020 amb motiu del seu 150è aniversari.
El cognom Pittrich és la forma de l'alt alemany del nom Bittrich, alt alemany mitjà: büterich i significa alguna cosa així com "un recipient bulbós per beure", però també s'utilitzava com a nom de burla per als "acomodats".